# TV-teater i Sverige – Spelåret 1954/55

## Spelåret 1954/55
| Titel                    | Datum      | Manus                   | Regissör                       | I rollerna (urval)                             | Övrigt                                           |
| ------------------------ | ---------- | ----------------------- | ------------------------------ | ---------------------------------------------- | ------------------------------------------------ |
| När man köper julklappar | 1954-12-17 | Arthur Schnitzler       | Jan Molander                   | Curt Masreliez, Doris Svedlund                 | Scen ur Anatol. Orig:titel: Weihnachtseinkäufe   |
| Spotlight                | 1955-01-28 | Staffan Tjerneld        | Per-Martin Hamberg             | Gerd Andersson, Bengt Blomgren                 | Scen ur varietélivet                             |
| Ödets man                | 1955-02-11 | George Bernard Shaw     | Isa Quensel                    | Sture Lagerwall, Gertrud Fridh                 | Ett behagligt stycke. Orig:titel: Man of destiny |
| Snaran                   | 1955-04-13 | Werner Aspenström       | Jan Molander                   | Allan Edwall, Eva Laräng m.fl.                 | Komedi                                           |
| Bastien och Bastienne    | 1955-05-04 | Wolfgang Amadeus Mozart | Bengt Peterson och Arne Arnbom | Sven Erik Vikström, Elisabeth Söderström m.fl. | Opera                                            |